# Thomas Mountford (Ritter)
Sir Thomas Mountford of Hackforth († nach 1463; vor 1482) war ein englischer Ritter und Politiker.

## Leben
Sir Thomas Mountford war der Sohn und Erbe seines gleichnamigen Vaters, von dem er insbesondere das Anwesen der Familie in Hackforth, North Yorkshire, erbte.
Er gehörte zum Gefolge des Richard Neville, 5. Earl of Salisbury und dessen Sohn, Richard Neville, 16. Earl of Warwick. Während der Unruhen und vereinzelten Kämpfen in den frühen 1450er-Jahren zwischen den beiden bedeutendsten Familien Nordenglands, den Nevilles und dem Haus Percy, stand und kämpfte Sir Thomas auf der Seite der Nevilles.
Während der Rosenkriege kämpfte Sir Thomas für das Haus York 1455 bei der Ersten Schlacht von St Albans und 1459 bei Blore Heath.
In den Jahren 1459 und 1461 war Sir Thomas als Justice of Array mit Ordnungsaufgaben betraut. Am 25. August 1460 wurde Sir Thomas als Knight of the Shire für Yorkshire ins Parlament gewählt.
Das Todesjahr des Sir Thomas Mountford of Hackforth ist nicht bekannt.

## Ehe und Nachkommen
Sir Thomas Mountford war verheiratet mit Elizabeth, Tochter des James Strangeways.
Das Paar hatte zumindest ein Kind:
- Sir Thomas Mountford († 1489) ⚭ Agnes (beide liegen in der St. Mary Church, Hornby, Yorkshire zusammen mit ihren Kindern begraben[6][9])